# Andrés Herzog
Pour les articles homonymes, voir Herzog.
Andrés Gustavo Herzog Sánchez, né le 21 janvier 1974 à Saint-Sébastien (province du Guipuscoa, Espagne), est un avocat et homme politique espagnol. Il a été porte-parole d'Union, progrès et démocratie (UPyD) jusqu'au 16 janvier 2016.

## Biographie
Andrés Herzog est surtout connu pour être la tête visible du parti politique Unión Progreso y Democracia dans la lutte contre la corruption. Il a dirigé l'action judiciaire du parti dans des affaires comme celle de la sortie en bourse frauduleuse de Bankia, celle des actions de priorité ou encore les affaires de corruption de la famille de Jordi Pujol.
En septembre 2015, Herzog est élu candidat d'UPyD à la présidence du gouvernement espagnol. Il est tête de liste aux élections générales de 2015 mais il n'est pas élu et le parti n'obtient pas de représentation au sein du parlement. À la suite de ces résultats, il démissionne le 16 janvier 2016 de son poste de porte-parole du parti. Le 9 février 2016, il quitte le parti avec Rosa Díez et Carlos Martínez Gorriarán.